# Sturlubók

Le Sturlubók est un manuscrit médiéval islandais, rédigé par Sturla Thórðarson. Il s'agit d'une version du Landnámabók (dont la version originale serait l'œuvre d'Ari Þorgilsson et de Kolskeggr Ásbjarnarsson) réalisée, d'après Haukr Erlendsson, à partir du Styrmisbók. Sturla s'est également basé sur d'autres sources, écrites et orales